# Xosé Antonio Sánchez Bugallo
Xosé Antonio Sánchez Bugallo, nascido em 31 de janeiro de 1954 em Teixeiro, Curtis, é um político galego.
Vereador do PSdeG (Partido Socialista da Galiza, federado com o PSOE) na Câmara Municipal de Santiago de Compostela entre 1987 e 1999. Nas eleições de 13 de junho de 1999, foi eleito prefeito da cidade, fruto de um pacto com o BNG. Reeleito nas eleições municipais de 2003 e 2007 . Perdeu a prefeitura nas eleições de 2011, sendo eleito deputado no Parlamento Galego nas eleições autonómicas de outubro de 2012. Nas eleições municipais de 26 de maio de 2019, é novamente candidato do PSdeG-PSOE a prefeito de Santiago, vencendo e assumindo novamente a prefeitura a partir de 15 de junho.
Filho de um ferroviário, mudou-se para Santiago quando tinha nove anos, divorciou-se e tem uma filha . É primo da ex-conselheira da Xunta Ánxela Bugallo, do BNG.

## Carreira política
Ele começou sua carreira com Xerado Estévez  como seu chefe de gabinete. Nas eleições municipais de 1987, Bugalho foi eleito vereador. A partir dessa data, até à sua posse como autarca, assumiu diferentes delegações municipais como Desporto, Relações de Vizinhança, Trânsito e Segurança Cidadã, Pessoal e Corregedoria, Porta-voz Municipal, etc.

### Resultados eleitorais
Desde as eleições municipais de 1999, ele divide o governo da cidade em coligação com o BNG, pacto que se repetiu em 2003 e 2007. Em 2011, ele perdeu a prefeitura quando o Partido Popular conquistou a maioria absoluta. Em 2015 ocupou simbolicamente o último lugar na lista do seu partido, que desta vez apresentou como candidato Francisco Reyes. Voltou a liderar a candidatura socialista nas eleições municipais de 2019 e foi reeleito prefeito de Santiago, substituindo Martiño Noriega (Compostela Aberta).
- Eleições 1999 : 16.208 votos (33,24%) e 9 vereadores.
- Eleições 2003 : 20.481 votos (40,32%) e 11 vereadores.
- Eleições 2007 : 18.270 votos (38,19%) e 10 vereadores.
- Eleições 2011 : 14.846 votos (30,96%) e 9 vereadores.
- Eleições 2019 : 18.150 votos (34,70%) e 10 vereadores.

### Outras atividades
Desde 1999, é membro do Conselho de Administração da Organização das Cidades Património Mundial (OCPM) , presidente da Mancomunidade de Concellos da Comarca de Santiago de Compostela que abrangue os municípios de Ames, Briom, Boqueixom, Teio, Vale do Dubra e Santiago de Compostela, e desde maio do 2005 preside a Conferéncia de Cidades do Arco Atlántico , organismo internacional formado por cinco cidades do Reino Unido, seis de Portugal, uma da Irlanda e nove da França.
Foi eleito deputado ao Parlamento Galego nas eleições de 2012.